# Sohrbach (Bobritzsch)
Der Sohrbach ist ein etwa 6,4 km langer, rechter Nebenfluss der Bobritzsch im sächsischen Erzgebirge.
Auf aktuellen Karten entspringt der Bach in einem Wäldchen nur wenige hundert Meter südöstlich des Bobritzsch-Hilbersdorfer Ortsteils Sohra aus einem kleinen Teich, der etwa 466 m ü. NN liegt. In älteren Karten und in der Literatur wird die Quelle etwa 1,2 km südlicher gelegt und die Quellhöhe mit 493 m ü. NN angegeben. Wie nahezu alle Flüsse in diesem Gebiet verläuft er der Neigung der erzgebirgischen Pultscholle folgend und Sohra passierend zuerst Richtung NNW. Dann wendet er sich immer mehr Richtung Westen, speist mit seinem Wasser ein Freibad und mündet schließlich bei Niederbobritzsch in die Bobritzsch.
"Fast fremdartig für das Erzgebirge" wird die Talgestalt beschrieben. Breite, vernässte Mulden, lokal durch kleine Torfinseln durchsetzt, wechseln mit Flachkuppen und kurzen, engen Tälern ab. Ursache ist der unterliegende Granit, dessen unterschiedliche Verwitterungsanfälligkeit hier die Morphologie bestimmt. Flach sitzende Grundwasserkörper sorgen auch in Trockenzeiten für ausreichend Wasserführung. 1931 wurde der Bachlauf reguliert.